# Opalina (vidrio)

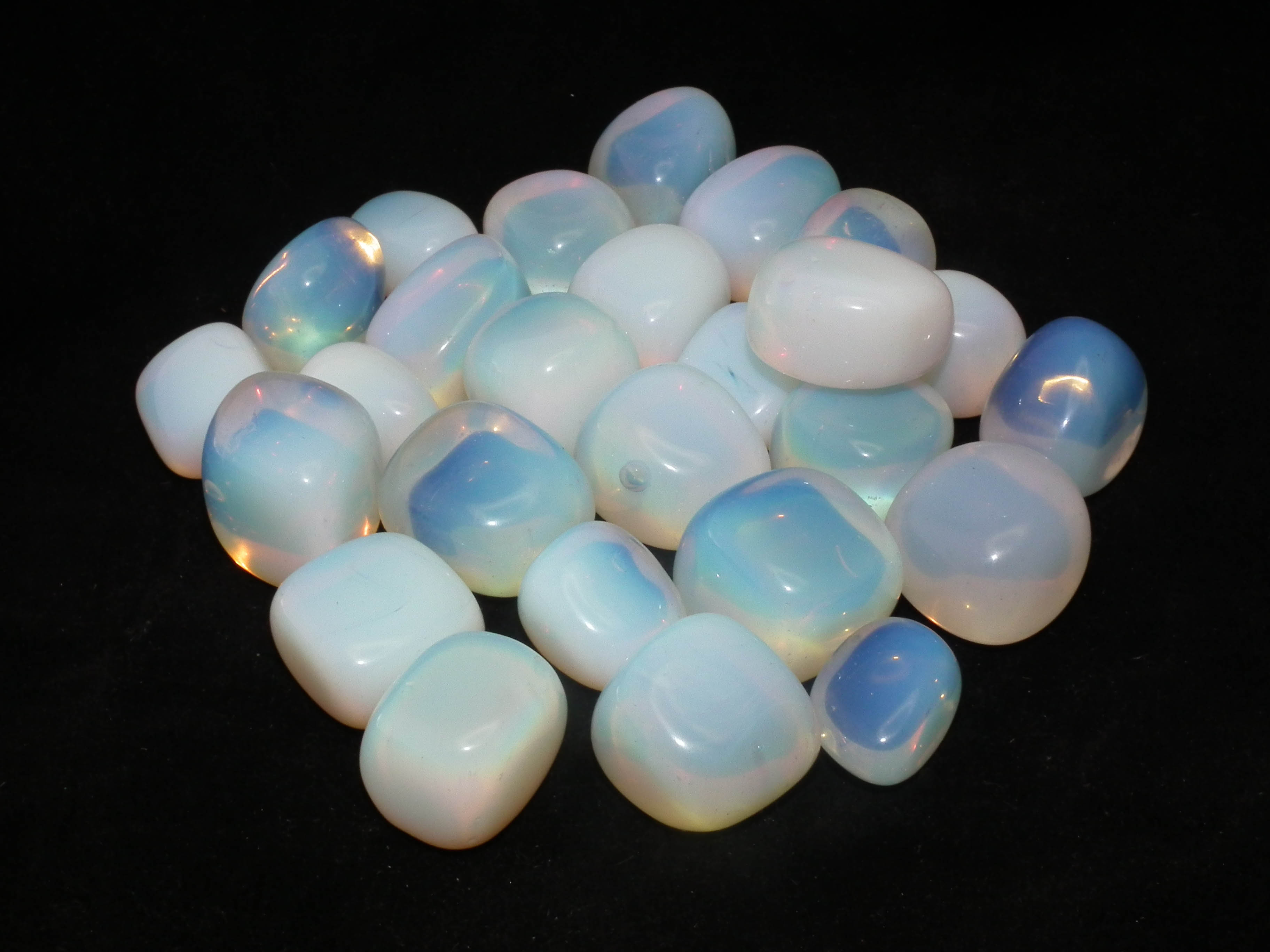
Opalina material sintético.

La opalina es un material sintético usado para la imitación del mineraloide ópalo, piedra preciosa muy buscada por los coleccionistas de minerales. Se utiliza para imitar la piedra luna o piedra de la luna (adularia). También es conocida como ópalo de agua u opalita.
La opalina tiene una tonalidad entre azulada y celeste lechosa. Al exponer este material a la luz, desprende una especie de iridiscencia opaca, sin llegar a presentarse los famosos reflejos del ópalo o la adularescencia de la piedra de la luna (adularia). 
Este material sintético puede presentar burbujas de aire, como consecuencia de su creación artificial. Está fabricado a escala industrial en Brasil.